# Сюрежское
Сюрежское — озеро на территории Поповпорожского сельского поселения Сегежского района Республики Карелии.

## Общие сведения
Площадь озера — 1,9 км². Располагается на высоте 89,2 метров над уровнем моря.
Форма озера лопастная, продолговатая: вытянуто с северо-запада на юго-восток. Берега изрезанные, каменисто-песчаные, местами заболоченные.
Озеро двумя протоками соединяется с Линдозером, через которое протекает река Сегежа, впадающая в Выгозеро.
В озере более десятка безымянных островов различной площади, однако их количество может варьироваться в зависимости от уровня воды.
С востока от озера проходит железнодорожная линия Санкт-Петербург — Мурманск.
Код объекта в государственном водном реестре — 02020001211102000007887.